# فهرست جایزه‌های اسکار دریافت‌شده توسط والت دیزنی

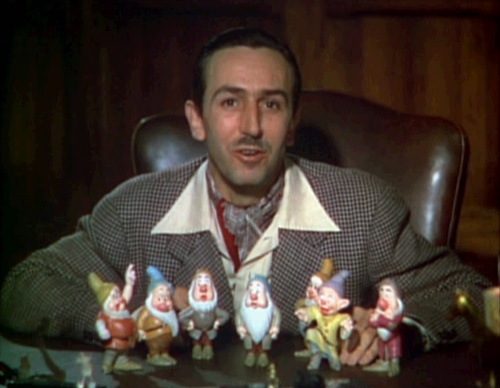
کاریکاتوریست و تهیه‌کننده فیلم والت دیزنی، به همراه هفت کوتوله

بر طبق آمار دی۲۳، والت دیزنی (۱۹۶۳–۱۹۰۱) برنده بیست و دو جایزه اسکار از پنجاه و نه نامزدی شد و رکورد بیشترین فردی که جایزه اسکار برنده شده را در تاریخ دارد.
دیزنی اولین جایزه اسکار رقابتی‌اش و اولین جایزه اسکار افتخاریاش را در پنجمین دوره جوایز اسکار (۱۹۳۲) برنده شد. او برای ساخت شخصیت میکی‌ماوس برنده جایزه اسکار افتخاری و برای فیلم گل‌ها و درخت‌ها برنده جایزه اسکار بهترین پویانمایی کوتاه شد. در هفت مراسم اسکار بعدی (یعنی ششمین تا دوازدهمین دوره)، دیزنی پیاپی نامزد و برنده همان دسته شد.
دیزنی سه بار برنده جایزه اسکار افتخاری شد؛ یک بار در ۱۹۳۹ و دو بار در ۱۹۴۲. در بیست و ششمین دوره جوایز اسکار (۱۹۵۴)، دیزنی در هر چهار دسته‌ای که در آن نامزد شده بود، برنده اسکار شد که آنها: بهترین پویانمایی کوتاه، بهترین فیلم کوتاه، بهترین مستند و بهترین مستند کوتاه بودند. در ۱۹۶۵، دیزنی نامزد جایزه بهترین فیلم برای فیلم مری پاپینز شد که آن دفعه تنها باری بود که دیزنی نامزد بهترین فیلم شده بود. او پس از مرگش آخرین جایزه اسکارش را در ۱۹۶۹ برای پویانمایی کوتاه وینی پو و روز شکوفایی برنده شد.

## جوایز اسکار رقابتی

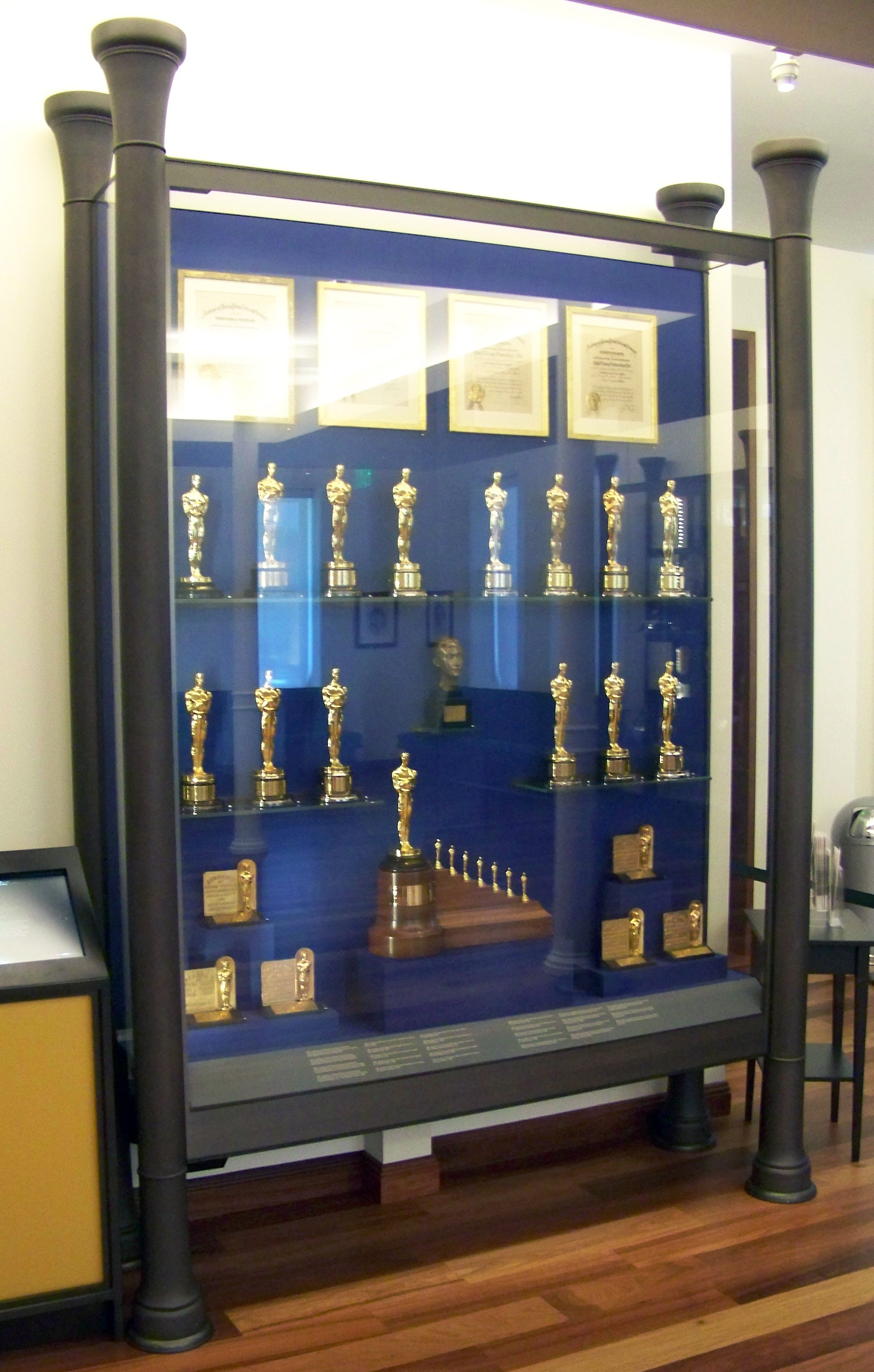
موارد نمایشی در لابی موزه خانواده والت دیزنی، در سان فرانسیسکو، بسیاری از جوایز اسکاری را که والت دیزنی برنده شده‌است را نشان می‌دهد. جایزه ویژه ای که دیزنی برای سفید برفی و هفت کوتوله برنده شد، در پایین گذاشته شده‌است.

| سال                        | دسته                    | فیلم/مستند                        | نتیجه              | منابع         |
| -------------------------- | ----------------------- | --------------------------------- | ------------------ | ------------- |
| ۱۹۳۲ (پنجمین دوره)         | بهترین پویانمایی کوتاه  | گل‌ها و درخت‌ها                     | برنده              | [ ۱۷ ] [ ۱۸ ] |
| ۱۹۳۲ (پنجمین دوره)         | بهترین پویانمایی کوتاه  | یتیمان میکی                       | نامزدشده           | [ ۱۷ ]        |
| ۱۹۳۴ (ششمین دوره)          | بهترین پویانمایی کوتاه  | سه خوک فسقلی                      | برنده              | [ ۱۹ ]        |
| ۱۹۳۴ (ششمین دوره)          | بهترین پویانمایی کوتاه  | ساختن یک ساختمان                  | نامزدشده           | [ ۱۹ ]        |
| ۱۹۳۵ (هفتمین دوره)         | بهترین پویانمایی کوتاه  | لاک‌پشت و خرگوش                    | برنده              | [ ۲۰ ]        |
| ۱۹۳۶ (هشتمین دوره)         | بهترین پویانمایی کوتاه  | سه بچه گربه یتیم                  | برنده              | [ ۲۱ ]        |
| ۱۹۳۶ (هشتمین دوره)         | بهترین پویانمایی کوتاه  | چه کسی کاک رابین را کشت؟          | نامزدشده           | [ ۲۱ ]        |
| ۱۹۳۷ (نهمین دوره)          | بهترین پویانمایی کوتاه  | پسرعموی روستایی                   | برنده              | [ ۲۲ ]        |
| ۱۹۳۸ (دهمین دوره)          | بهترین پویانمایی کوتاه  | آسیاب کهنه                        | برنده              | [ ۲۳ ]        |
| ۱۹۳۹ (یازدهمین دوره)       | بهترین پویانمایی کوتاه  | فردیناند، گاو نر                  | برنده              | [ ۲۴ ]        |
| ۱۹۳۹ (یازدهمین دوره)       | بهترین پویانمایی کوتاه  | خیاط کوچولوی شجاع                 | نامزدشده           | [ ۲۴ ]        |
| ۱۹۳۹ (یازدهمین دوره)       | بهترین پویانمایی کوتاه  | پیشاهنگان خوب                     | نامزدشده           | [ ۲۴ ]        |
| ۱۹۳۹ (یازدهمین دوره)       | بهترین پویانمایی کوتاه  | غاز مادر به هالیوود می‌رود         | نامزدشده           | [ ۲۴ ]        |
| ۱۹۴۰ (دوازدهمین دوره)      | بهترین پویانمایی کوتاه  | جوجه‌اردک زشت                      | برنده              | [ ۲۵ ]        |
| ۱۹۴۰ (دوازدهمین دوره)      | بهترین پویانمایی کوتاه  | اشاره‌گر                           | نامزدشده           | [ ۲۵ ]        |
| ۱۹۴۲ (چهاردهمین دوره)      | بهترین پویانمایی کوتاه  | پنجه‌ای قرض بده                    | برنده              | [ ۱۱ ]        |
| ۱۹۴۲ (چهاردهمین دوره)      | بهترین پویانمایی کوتاه  | پلیس مدرسه دونالد                 | نامزدشده           | [ ۱۱ ]        |
| ۱۹۴۳ (پانزدهمین دوره)      | بهترین پویانمایی کوتاه  | چهره پیشوا                        | برنده              | [ ۲۶ ]        |
| ۱۹۴۳ (پانزدهمین دوره)      | بهترین مستند کوتاه      | دانه ای که یک نیمکره را ساخته‌است  | نامزدشده           | [ ۲۶ ]        |
| ۱۹۴۳ (پانزدهمین دوره)      | بهترین مستند کوتاه      | روح جدید                          | نامزدشده           | [ ۲۶ ]        |
| ۱۹۴۴ (شانزدهمین دوره)      | بهترین پویانمایی کوتاه  | دلیل و هیجان                      | نامزدشده           | [ ۲۷ ]        |
| ۱۹۴۵ (هفدهمین دوره)        | بهترین پویانمایی کوتاه  | چگونه فوتبال بازی کنیم            | نامزدشده           | [ ۲۸ ]        |
| ۱۹۴۶ (هجدهمین دوره)        | بهترین پویانمایی کوتاه  | جنایت دونالد                      | نامزدشده           | [ ۲۹ ]        |
| ۱۹۴۷ (نوزدهمین دوره)       | بهترین پویانمایی کوتاه  | حقوق تصرف گر                      | نامزدشده           | [ ۳۰ ]        |
| ۱۹۴۸ (بیستمین دوره)        | بهترین پویانمایی کوتاه  | چیپ و دیل                         | نامزدشده           | [ ۳۱ ]        |
| ۱۹۴۸ (بیستمین دوره)        | بهترین پویانمایی کوتاه  | نت آبی پلوتو                      | نامزدشده           | [ ۳۱ ]        |
| ۱۹۴۹ (بیست و یکمین دوره)   | بهترین فیلم کوتاه       | جزیره فک                          | برنده              | [ ۱۳ ] [ ۳۲ ] |
| ۱۹۴۹ (بیست و یکمین دوره)   | بهترین پویانمایی کوتاه  | میکی و فک                         | نامزدشده           | [ ۳۲ ]        |
| ۱۹۴۹ (بیست و یکمین دوره)   | بهترین پویانمایی کوتاه  | چای برای دویست نفر                | نامزدشده           | [ ۳۲ ]        |
| ۱۹۵۰ (بیست و دومین دوره)   | بهترین پویانمایی کوتاه  | تعمیر کنندگان اسباب بازی          | نامزدشده           | [ ۳۳ ]        |
| ۱۹۵۱ (بیست و سومین دوره)   | بهترین فیلم کوتاه       | در دره سگ آبی                     | برنده              | [ ۳۴ ]        |
| ۱۹۵۲ (بیست و چهارمین دوره) | بهترین فیلم کوتاه       | طبیعت نیمه هکتار                  | برنده              | [ ۳۵ ]        |
| ۱۹۵۲ (بیست و چهارمین دوره) | بهترین پویانمایی کوتاه  | لمبرت شیر ترسو                    | نامزدشده           | [ ۳۵ ]        |
| ۱۹۵۳ (بیست و پنجمین دوره)  | بهترین فیلم کوتاه       | پرندگان آبی                       | برنده              | [ ۳۶ ]        |
| ۱۹۵۴ (بیست و ششمین دوره)   | بهترین فیلم مستند       | بیابان زنده                       | برنده              | [ ۳۷ ] [ ۱۳ ] |
| ۱۹۵۴ (بیست و ششمین دوره)   | بهترین فیلم مستند کوتاه | اسکیموی آلاسکایی                  | برنده              | [ ۳۷ ] [ ۱۳ ] |
| ۱۹۵۴ (بیست و ششمین دوره)   | بهترین پویانمایی کوتاه  | توت، ویزتل، پلانک و بوم           | برنده              | [ ۳۷ ] [ ۱۳ ] |
| ۱۹۵۴ (بیست و ششمین دوره)   | بهترین پویانمایی کوتاه  | خرس زمخت                          | نامزدشده           | [ ۳۷ ] [ ۱۳ ] |
| ۱۹۵۴ (بیست و ششمین دوره)   | بهترین فیلم کوتاه       | کشور خرس‌ها                        | برنده              | [ ۳۷ ] [ ۱۳ ] |
| ۱۹۵۴ (بیست و ششمین دوره)   | بهترین فیلم کوتاه       | بن و من                           | نامزدشده           | [ ۳۷ ] [ ۱۳ ] |
| ۱۹۵۵ (بیست و هفتمین دوره)  | بهترین فیلم مستند       | چمن‌زار محو                        | برنده              | [ ۳۸ ]        |
| ۱۹۵۵ (بیست و هفتمین دوره)  | بهترین پویانمایی کوتاه  | خوکها خوکها هستند                 | نامزدشده           | [ ۳۸ ]        |
| ۱۹۵۵ (بیست و هفتمین دوره)  | بهترین فیلم کوتاه       | سیام                              | نامزدشده           | [ ۳۸ ]        |
| ۱۹۵۶ (بیست و هشتمین دوره)  | بهترین مستند کوتاه      | مردان در برابر قطب شمال           | برنده              | [ ۳۹ ]        |
| ۱۹۵۶ (بیست و هشتمین دوره)  | بهترین پویانمایی کوتاه  | شکار ممنوع                        | نامزدشده           | [ ۳۹ ]        |
| ۱۹۵۶ (بیست و هشتمین دوره)  | بهترین فیلم کوتاه       | سوئیس                             | نامزدشده           | [ ۳۹ ]        |
| ۱۹۵۷ (بیست و نهمین دوره)   | بهترین فیلم کوتاه       | ساموئا                            | نامزدشده           | [ ۴۰ ]        |
| ۱۹۵۸ (سی امین دوره)        | بهترین پویانمایی کوتاه  | حقیقت درباره غاز مادر             | نامزدشده           | [ ۴۱ ]        |
| ۱۹۵۹ (سی و یکمین دوره)     | بهترین فیلم کوتاه       | گرند کنیون                        | برنده              | [ ۴۲ ]        |
| ۱۹۵۹ (سی و یکمین دوره)     | بهترین پویانمایی کوتاه  | پل بنیان                          | نامزدشده           | [ ۴۲ ]        |
| ۱۹۶۰ (سی و دومین دوره)     | بهترین مستند کوتاه      | دونالد در سرزمین جادوی ریاضی      | نامزدشده           | [ ۴۳ ]        |
| ۱۹۶۰ (سی و دومین دوره)     | بهترین پویانمایی کوتاه  | کشتی نوح                          | نامزدشده           | [ ۴۳ ]        |
| ۱۹۶۰ (سی و دومین دوره)     | بهترین فیلم کوتاه       | اسرار عمیق                        | نامزدشده           | [ ۴۳ ]        |
| ۱۹۶۱ (سی و سومین دوره)     | بهترین پویانمایی کوتاه  | گولیاث ۲                          | نامزدشده           | [ ۴۴ ]        |
| ۱۹۶۱ (سی و سومین دوره)     | بهترین فیلم کوتاه       | جزایر دریا                        | نامزدشده           | [ ۴۴ ]        |
| ۱۹۶۲ (سی و چهارمین دوره)   | بهترین پویانمایی کوتاه  | آکوامنیا                          | نامزدشده           | [ ۴۵ ]        |
| ۱۹۶۳ (سی و پنجمین دوره)    | بهترین پویانمایی کوتاه  | یک هم‌اندیشی درباره ترانه عامه‌پسند | نامزدشده           | [ ۴۶ ]        |
| ۱۹۶۵ (سی و هفتمین دوره)    | بهترین فیلم             | مری پاپینز                        | نامزدشده           | [ ۱۳ ] [ ۴۷ ] |
| ۱۹۶۹ (چهل و یکمین دوره)    | بهترین پویانمایی کوتاه  | وینی د پو و روز پرسروصدا          | برنده (پس از مرگش) | [ ۴۸ ]        |

## جوایز اسکار افتخاری
| سال                   | به، برای / نام جایزه | نوع جایزه                                     | منبع          |
| --------------------- | --- | --------------------------------------------- | ------------- |
| ۱۹۳۲ (پنجمین دوره)    | به والت دیزنی برای خلق میکی‌ماوس | تندیس                                         | [ ۲ ] [ ۱۳ ]  |
| ۱۹۳۹ (یازدهمین دوره)  | به والت دیزنی برای تولید فیلم سفیدبرفی و هفت کوتوله، «به عنوان یک نوآوری قابل توجه در پرده نقره ای که میلیون‌ها نفر را مجذوب خود کرده و در زمینه سرگرمی جدید و عالی فیلم پویانمایی پیشگام بوده‌است.» | یک تندیس و هفت تندیس مینیاتوری در پایه پله ای | [ ۴۹ ] [ ۵۰ ] |
| ۱۹۴۲ (چهاردهمین دوره) | به والت دیزنی، ویلیام گریتی، جان ان.ای. هاوکینز و شرکت آرسی‌ای «برای سهم برجسته‌شان در استفاده پیشرفته صدا در فیلم، از طریق تولید پویانمایی فانتازیا.»                                               | گواهی شایستگی                                 | [ ۱۱ ]        |
| ۱۹۴۲ (چهاردهمین دوره) | جایزه یادبود ایروینگ جی. تالبرگ | جایزه تالبرگ                                  | [ ۵۱ ]        |